# Pestapokalypse VI
Pestapokalypse VI è il sesto album studio della band Blackened death metal austriaca Belphegor, pubblicata in Europa dalla Nuclear Blast Records il 27 ottobre 2006, mentre negli Stati Uniti e nel Canada il 31 ottobre.

## Tracce
1. Belphegor - Hell's Ambassador – 4:24 (testo: Barth – musica: Helmuth)
2. Seyn Todt in Schwartz – 3:22 (testo: Helmuth – musica: Helmuth)
3. Angel of Retribution – 5:31 (testo: Helmuth – musica: Helmuth)
4. Chants for the Devil 1533 – 4:42 (testo: Helmuth, Barth – musica: Helmuth)
5. Pest Teufel Apokalypse – 5:03 (testo: Helmuth, Barth – musica: Helmuth)
6. The Ancient Enemy – 3:23 (testo: Sigurd – musica: Helmuth)
7. Bluhtsturm Erotika – 3:48 (testo: Helmuth – musica: Helmuth, Barth)
8. Sanctus Perversum – 5:02 (testo: Sigurd – musica: Sigurd)
9. Das Pesthaus / Miasma Epilog (instrumental) – 2:47 (musica: Helmuth)

Durata totale: 38:02